# Bro Warok
Le Bro Warok est un ancien dundee langoustier construit à Camaret en 1948 pour la pêche en Mauritanie.
Son port d'attache est Port-Louis.
Son immatriculation est : 113691 C, (quartier maritime de Lorient).
Il a obtenu le label BIP (bateau d'intérêt patrimonial)  en 2012.
Son nom évoque un ancien royaume breton.

## Histoire
En fin de carrière, en 1975, il a été abandonné à Noirmoutier. Il subit une restauration entre 1990 et 2000. Il est utilisé depuis en voilier de promenade et croisière au départ de la rade de Lorient

## Caractéristiques techniques
Il est gréé en ketch aurique.